# Rhagoletotrypeta cubensis
Rhagoletotrypeta cubensis är en tvåvingeart som beskrevs av Allen L.Norrbom 2005. Rhagoletotrypeta cubensis ingår i släktet Rhagoletotrypeta och familjen borrflugor.
Artens utbredningsområde är Kuba. Inga underarter finns listade i Catalogue of Life.